# Skogsjordbruk i Uganda
Skogsjordbruk i Uganda har länge tillämpats trots att det inte har haft den benämningen. Biståndsorganisationen Vi-skogen har introducerat cirka 80 olika trädsorter som lämpar sig bra för skogsjordbruk i länderna runt Victoriasjön. 7 078 783 nya träd planterades år 2012 i länderna runt Victoriasjön, cirka 14% av Vi-skogens medel fördelas i Uganda.

## Jordbruk i Uganda
Uganda är beläget vid ekvatorn där klimatet är tropiskt vilket ger ett bördigt landskap som lämpar sig bra för jordbruk. Jordbruket är idag och har länge varit den dominerande näringsgrenen i Uganda. Det är vanligtvis småskaligt med en genomsnittlig storlek på 2,5 hektar, jämfört med Sveriges jordbruksareal som i genomsnitt är på 37 hektar.  I nuläget livnär sig drygt 70% av befolkningen på jordbruk som ofta utformar sig enligt självförsörjande modeller. Familjen äger och brukar marken själv, och konsumerar ofta maten inom familjen. I vissa fall säljs maten till lokala marknader.

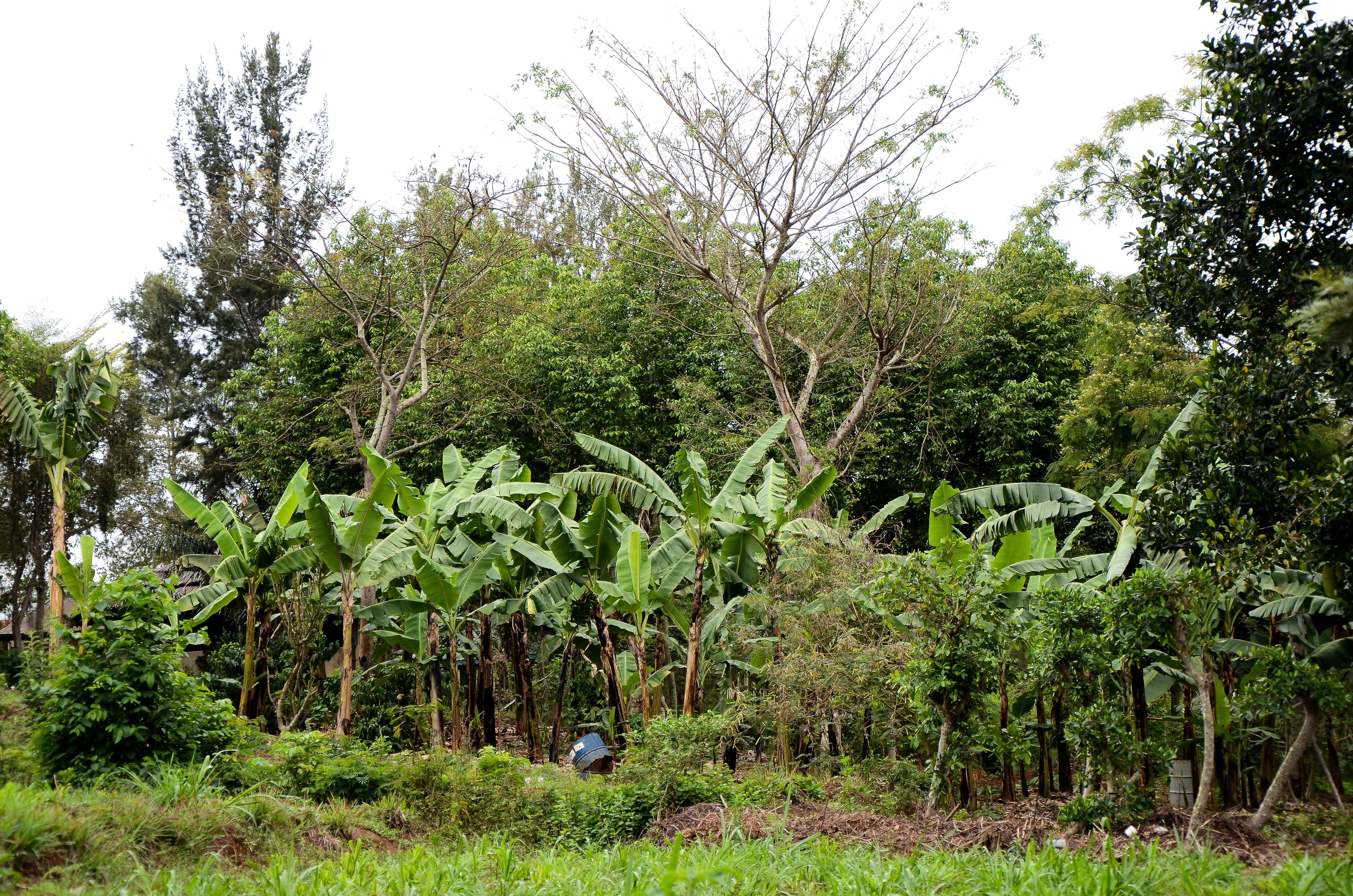
Exempel på skogsjordbrukssystem i flera etapper. På marken syns kassava och bönor, i mitten majs, sedan kaffeträd och högst upp mangoträd och lövträd.

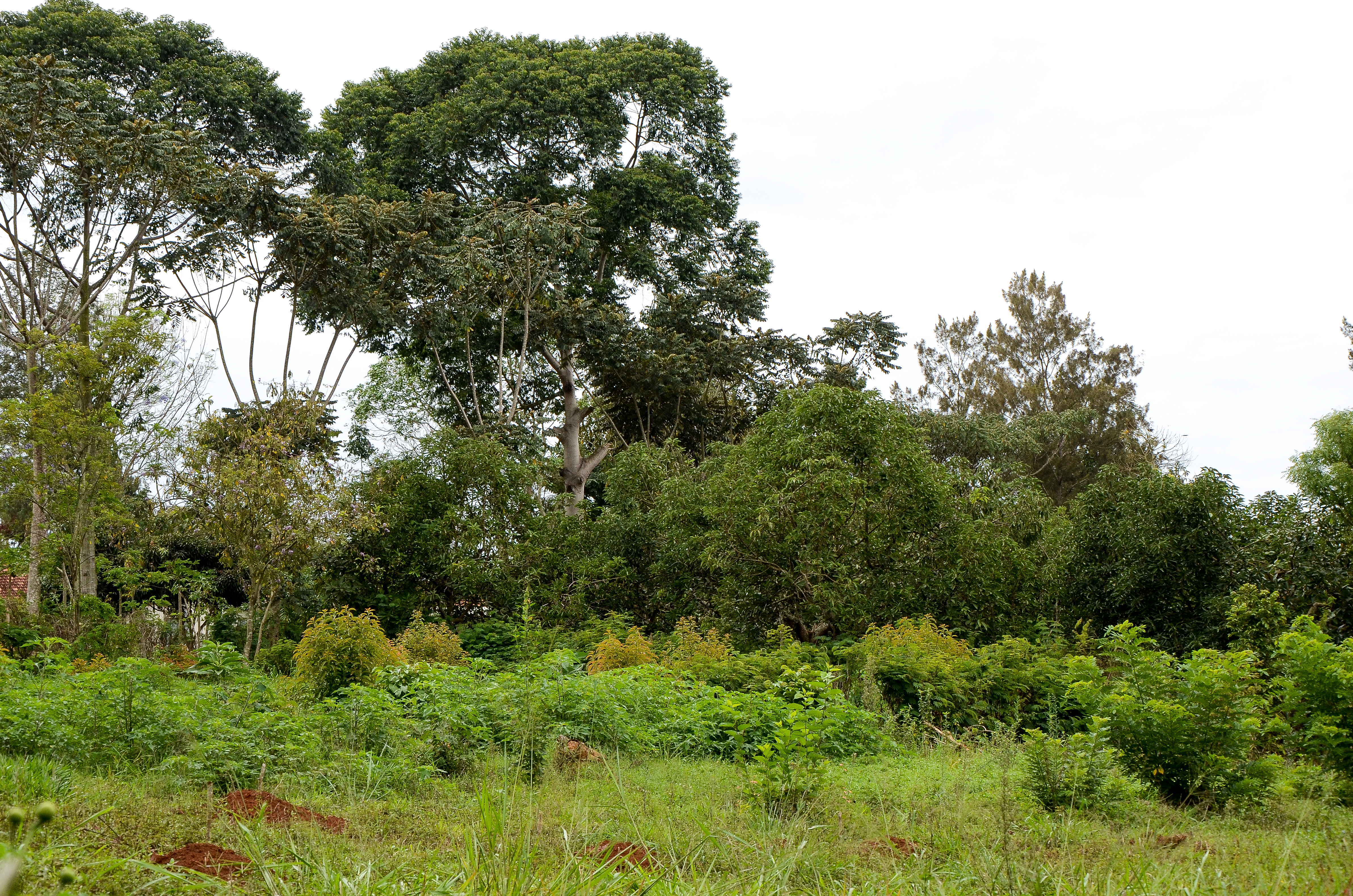
Skogsjordbrukssystem i Vi-skogens mönsterjordbruk i Masaka, Uganda.

### Historik
Det traditionella jordbruket i Uganda baserades förr på växelbruk för att behålla jordens fertilitet. På senare tid har storskaliga jordbruk, som ofta präglas av monogamt jordbruk, fått mer utrymme. Regeringen i Uganda vill avverka mer regnskog för att ge plats för storskaliga jordbruk.  På ett skyddat regnskogsområde som heter Mabira skogen har mycket skog avverkats på begäran av regeringen vilket väckt protester hos lokalbefolkningen och inom miljörörelser. År 2008 avverkades 7 000 hektar skog per månad i Uganda. Det gör att avverkningen av skog är högst i hela världen om man räknar i procent.

## Tillämpning av skogsjordbruk
I Uganda är kassava, majs, kaffe, bönor, yams och sötpotatis vanligt att odla. På små landområden varierar grödorna av diverse grönsaker, frukter och medicinalväxter. Ett skogsjordbruk i Uganda kan utforma sig enligt följande: Fruktträd som avokado, mango, jackfrukt och guava växer utspritt över landområdet och bildar ett skyddande lövverk högst upp. Under lövverket växer banan- och kaffeträd. På marken finns det vanligtvis vallar där sötpotatis, kassava, bönor och jordnötter växer. Mellan vallarna på ett begränsat område odlas kassava, jordnötter och bönor. Majs brukar odlas runt odlingsområdet för att ge en avgränsning samt ge skydd från vind. Medicinalväxter förekommer också. Den stora variationen av grödor gör att systemet inte är lika känsligt för klimatförändringar som ett monogamt jordbruk. Samplanteringen av träd och andra grödor ökar produktionen samt ökar resiliensen i jordbruket.

### Jordmånen
Jordmånen i Uganda består till stor del av lateritjord. Lateritjord är näringsfattig och vittrar lätt sönder vilket ger förutsättningar för jorderosion, vilket är ett stort problem i Uganda. Orsaken är bland annat ett ovarsamt jordbruk där jordarna brukats för hårt och utarmats på näringsämnen. Även överbetning och skogsskövling bidrar till jorderosion. När skog skövlas för att frigöra jordbruksområden uppstår många problem. Jorden som annars får stadga av träden luckras upp och eroderar. Det yttersta lagret jord innehåller mest näringsämnen och i naturliga förhållanden är det mycket litet läckage av näringsämnen från systemet. När jorden är uppluckrad fångar regnvattnet upp näringsämnen och jorden utarmas på näring. Skogsjordbruk är mer likt ett naturligt ekosystem än monokulturer är, eftersom både träd, grödor och i många fall djur är representerade. Kombinationen av träd och grödor minskar läckaget av näringsämnen. Genom trädens rötter i de djupa jordlagerna ökar näringstillgången. Genom att integrera träd med jordbruket förebygger man jorderosion och utarmning av jorden. Trädens rötter som söker sig djupt ned i jorden ger stadga åt jorden samt förbättrar struktur, porositet, näringstillgång och möjligheten till infiltration. Kvävets kretslopp är en grundläggande del av ett jordbruk. Träd, med vissa undantag, kan inte tillgodogöra sig kväve av sig själva men genom kvävefixering fixeras kvävet till ammonium respektive nitrat som träd i sin tur kan utnyttja. Kvävefixeringen gör att kväve tillförs jorden som blir bördigare, och kan användas som alternativ till konstgödsel, vilket är bra ur miljösynpunkt. Få bönder i Uganda har råd med handelsgödsel.

#### Kvävefixerande träd
Det finns vissa träd som kan fixera luftkväve. Familjen Leguminosae har flest kvävefixerande träd som är lämpliga för skogsjordbruk. Plantering av snabbt växande kvävefixerande träd visar stora framgångar i matproduktionen i många länder i Afrika. Genom att utnyttja träd och buskars naturliga kvävefixering blir den annars utarmade jorden bördigare, vilket gagnar grödorna i närheten. I Malawi har stor framgångar uppnåtts genom planering av kvävefixerande träd i kombination med andra grödor. Under en tioårsperiod använde man kvävefixerande träd, främst Tephrosia vogelii och Gliricidia sepium och majsproduktionen ökade från 1 ton/hektar till 3,7 ton/hektar under perioden, vilket gav mat och inkomst till många bönder.  

### Kolets kretslopp
Kolets kretslopp är också en väsentlig del i ett jordbruk. Träden fungerar som en viktig kolsänka. Nästan 20% av världens totala koldioxidutsläpp kommer från förändrad markanvändning, framförallt avskogning. Ett hektar skog binder mycket kol i biomassan och utgör en viktig kolsänka men när skogen skövlas för att exempelvis frigöra markområde för ett monogamt jordbruk frigörs även stora mängder kol i atmosfären. I ett skogsjordbrukssystem tas koldioxiden som finns i luften upp av träden och genom fotosyntesen omvandlas koldioxid och vatten till energirika kolhydratmolekyler samt syrgas. Kolhydraterna används sedan till trädets uppbyggnad. Genom trädens förmåga att binda koldioxid bidrar det till att mindre växthusgaser släpps ut i atmosfären och därmed minskar den globala uppvärmningen.

### Mikroklimat
Mikroklimatet påverkas också av träden. Träden ger skugga åt de lägre växterna och skyddar mot vind, vilket medför att växterna inte behöver lika mycket vatten. De markbiologiska processer påverkas positivt genom att träden ger mer liv åt markfaunan. Kombinationen av de olika komponenter som ingår i ett skogsjordbrukssystem gynnar den biologiska mångfalden vilket är en förutsättning för ett ekosystems resiliens. Skogsjordbruk blir då motståndskraftigt mot klimatförändringar som är ett växande problem i Uganda.

### Fördelar för människan
Ett skogsjordbrukssystem ökar produktiviteten samt ökar resiliensen i jordbruket. Det bidrar till att de grundläggande behoven tillgodogörs hos fattiga människor. Människan blir också mindre sårbar mot klimatförändringar eftersom en större variation av grödor är representerade i jordbruket. För människor som lever under fattiga levnadsförhållanden kan skogsjordbruk bidra till väsentligt bättre livsvillkor. Genom skogsjordbruk kan bönder få ut mer från sin jord eftersom plantorna ger bättre avkastning, vilket innebär mer mat, timmer, ved, foder till djur, medicin och möjligtvis en inkomst.

### Vi-skogen
Vi-skogen är en svensk biståndsorganisation som arbetar i länderna runt Victoriasjön, det vill säga Tanzania, Kenya, Uganda och Ruanda. Vi-skogen grundades år 1983 då målet var att minska ökenspridningen i Östafrika genom skogsjordbruk. Arbetet bidrog således till fattigdomsbekämpning. Till en början bildades plantskolor där bönder i närområdet kunde få gratis plantor och kunskap. Idag satsar man mer på att utbilda lokala rådgivare som sprider kunskap till lokalbefolkningen. På så vis når kunskapen ut till fler människor, även dem som inte kan engelska. Rådgivningen handlar dels om hur man själv driver upp de frön som Vi-skogen ger och hur dessa plantor ska skötas samt vilka grödor de ska integreras med för att uppnå bästa resultat. Även studecirklar, mikrolån och gemensamt ägande av jordbruksmaskiner ingår i Vi-skogens projekt. Vi-skogens mål är att bönder ska ha tillräckligt med kunskap för att driva ett skogsjordbrukssystem på egen hand och därmed bli självförsörjande i en hållbar miljö. Vi-skogen har introducerat cirka 80 olika trädsorter som lämpar sig bra för skogsjordbruk i länderna runt Victoriasjön. Träden lämpar sig bra med avseende på exempelvis storlek, kvävefixering och avkastning.
Vi-skogen har ett nära samarbete med Kooperation utan gränser och Sida.